# Dalsland
A Dalsland ( PRONÚNCIA), raramente Dalslândia (Dalia), é uma pequena província histórica da Suécia.                                                   Está situada na região histórica da Gotalândia, e localizada a oeste do lago Vänern.

Ocupa 1% da área total do país, e tem uma população aproximada de 48 602 habitantes (2023).

Pequena e isolada, a Dalsland é conhecida pelos seus lagos, rios e canais, rodeados por florestas de coníferas, sobretudo de abetos.

Como província histórica, a Dalsland não possui funções administrativas, nem significado político, mas está diariamente presente nos mais variados contextos, como por exemplo em Dalslands kanal (canal entre o lago Vänern e a Noruega), Dalslands sjukhus (hospital regional) e Dalslands Ornitologiska Förening (associação ornitológica).

## Etimologia e uso
Dal (vale) é o nome antigo e tradicional – até aos nossos dias – da atual província da Dalsland. Desde o século XII que o termo Dal é usado, designando inicialmente apenas a Planície Dalboslätten no sudeste da Dalsland dos nossos dias. A forma Dal evoluiu para Dalsland, à semelhanca do que aconteceu com outras províncias históricas da Suécia. Em 1508 apareceu o nome Dalsslandh.

Em textos em português, costuma ser usada a forma original "Dalsland".

| “ | Para isso tive de mudar-me para Åmål, em Dalsland, a cerca de 140 quilómetros de distância. | ” |

## Condados atuais
A maior parte da província da Dalsland pertence atualmente ao condado da Västra Götaland, estando uma pequena parcela integrada no condado da Värmland.

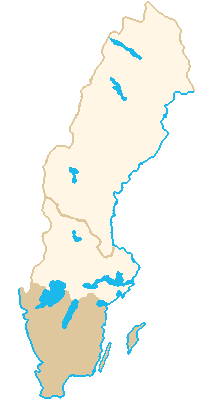
A região histórica da Götaland
A Província histórica da Dalsland
O Condado da Västra Götaland

## História
Os vestígios arqueológicos existentes, sobretudo no sul da província, atestam a presença humana na Idade da Pedra, do Bronze e do Ferro.
A pequena Dalsland - entalada entre a Bohuslän, a Värmland e a Noruega - foi o palco de numerosas guerras, invasões e pazes entre Suecos e Noruegueses. No século XII, pertenceu durante algum tempo à Noruega, tendo sido dada como dote real a um rei sueco em data desconhecida. Na Idade Média, era parte da Västergötland. No século XVII foram introduzidas fábricas de ferro, importando o minério da Bergslagen e exportando os produtos finais através do porto de Gotemburgo. Devido a dificuldades práticas, esta atividade foi substituída no século XIX por indústrias de madeira, pasta de papel e papel. Com o aumento da população a cultura da aveia aumentou, até ser seriamente afetada por crises climáticas. Uma crise generalizada levou a uma emigração massiva para os Estados Unidos, e em menor quantidade para a Noruega. Na segunda metade do século XX houve uma melhoria sucessiva da situação populacional e económica.

## Geografia
Dalsland é uma pequena província coberta por florestas de pinheiros e numerosos lagos, conhecida como ”a Suécia em miniatura”.
Está situada a oeste do lago Vänern, sendo limitada a norte pela Värmland, a noroeste pela Noruega, a oeste pela Bohuslän, e a sul pela Västergötland.
Tem uns 51 000 habitantes, numa área de 3 715 km2.
Tem um terreno ondulado com numerosos vales. Seu ponto mais elevado é Baljåsen (302 m), e o seu maior lago é o Vänern.
O clima da parte norte é mais severo e continental, enquanto a parte sul tem um clima mais amenizado pela influência do lago Vänern a leste e do estreito de Escagerraque a oeste.
A planície de Dalbo, no sudeste, apresenta a maior concentração da população e a maior atividade agrícola - os camponeses cultivam aveia, legumes e batatas. A mancha florestal fornece a matéria prima para as fábricas de produtos de madeira, papel e pasta de papel - a principal atividade industrial da região.

| - Planícies: Dalbo - Montanhas: Kroppefjäll - Lagos: Vänern, Stora Le, Lelången - Canal: Canal da Dalsland, com 254 km, incluindo o Aqueduto de Håverud |

## Maiores cidades
Åmål é a maior, e única cidade da Dalsland, com quase 10 000 habitantes.
| Nr | Cidade     | População |
| -- | ---------- | --------- |
| 1  | Åmål       | 9 373     |
| 2  | Mellerud   | 3 797     |
| 3  | Bengtsfors | 3 125     |
| 4  | Ed         | 2 994     |
| 5  | Färgelanda | 1 986     |

## Comunas
As seguintes comunas ficam inteiramente na Dalsland:
| Kungälv    | Lysekil | Munkedal   | Öckerö   | Orust |
| Bengtsfors | Dals-Ed | Färgelanda | Mellerud | Åmål  |

## Comunicações
A província da Dalsland é atravessada de norte a sul pela estrada europeia E45, seguindo a orla costeira do lago Vänern, desde a Västergötland até à Värmland, e passando pelas cidades de Brålanda, Mellerud e Åmål.
Quase coincidente com a E45, corre a ferrovia Gotemburgo-Karlstad-Estocolmo, passando por Brålanda, Mellerud e Åmål. Em Mellerud há um nó ferroviário, de onde vai uma via férrea para a Noruega, um troço da linha Gotemburgo-Oslo (Noruega), com paragem na cidade de Ed.
Não existem aeroportos comerciais nesta província.
O canal da Dalsland (em sueco: Dalslands kanal) liga o Lago Vänern aos pequenos lagos das províncias históricas da Dalsland e da Värmland, chegando até a Noruega.

## Economia
A economia tradicional da Dalsland está baseada na exploração florestal e no aproveitamento dos cursos de água, canais e lagos. Hoje em dia, as atividades dominantes são a indústria fabril e de produtos de madeira, com destaque para a produção de papel, assim como o turismo. Na planície de Dalboslätten, é cultivado aveia, legumes e batatas.

## Património histórico, cultural e turístico
Alguns pontos e atividades turísticas mais procuradas atualmente são:

- Canal da Dalsland, com 254 km e 31 comportas[31]
- Aqueduto de Håverud[31]
- Museu de Arte da Dalsland, em Mellerud
- Museu Ferroviário, em Åmål
- Canoagem nos lagos, rios e canais.
- Planalto de Kroppefjäll[31]
- Gravuras rupestres de Högsbyn

## Galeria

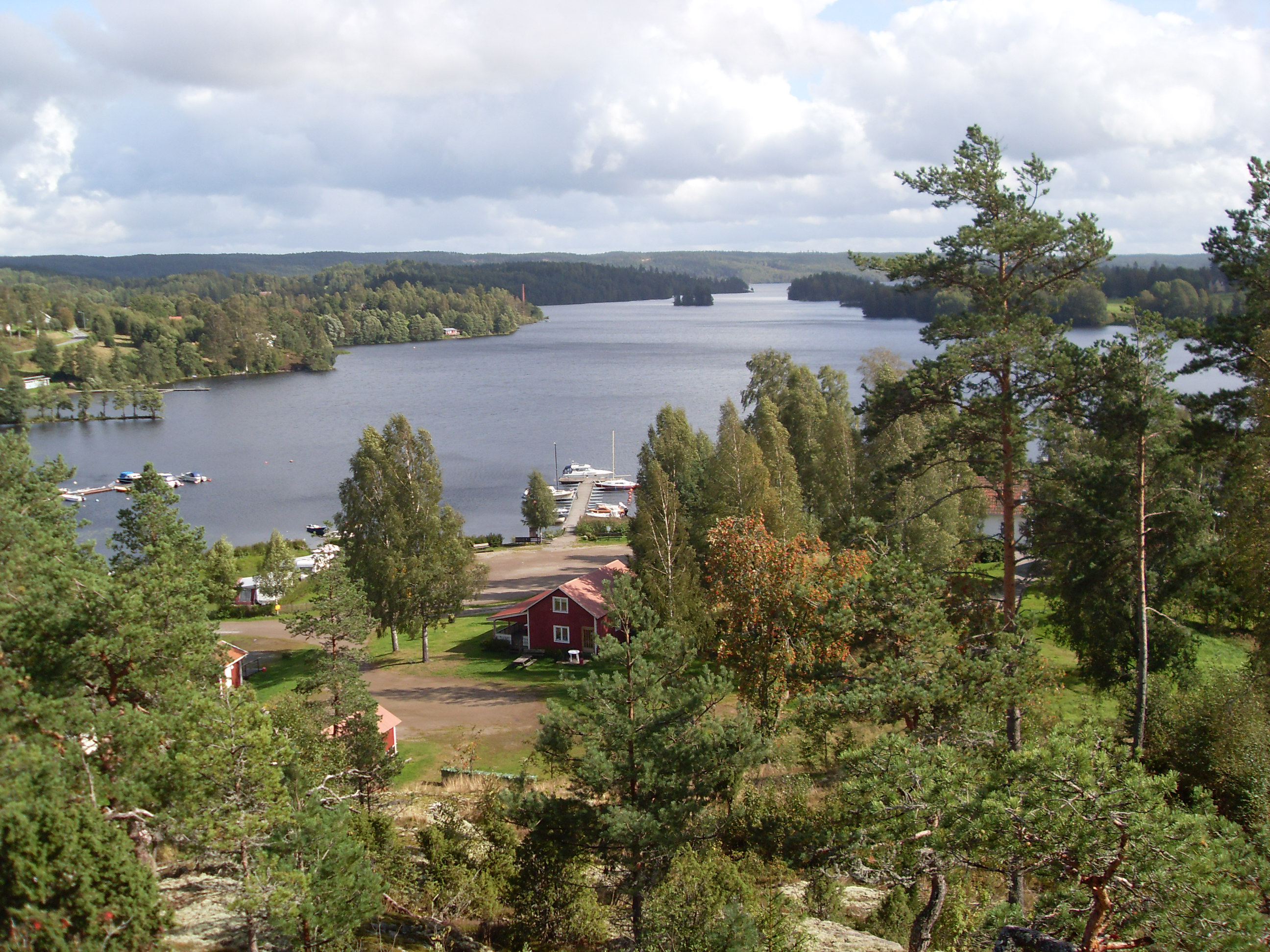
O lago Stora Le
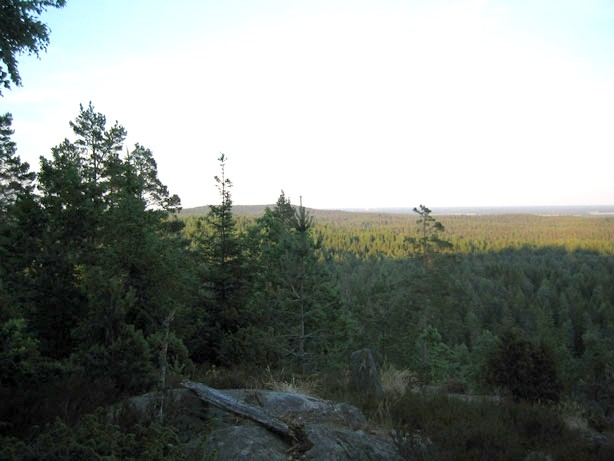
A montanha de Kroppefjäll
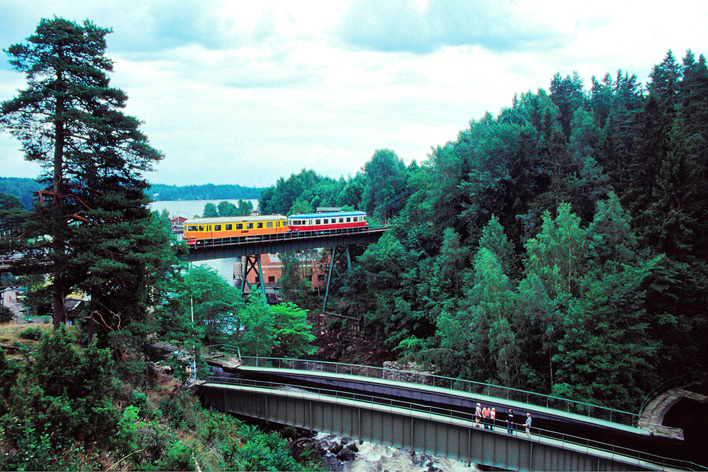
O canal da Dalsland em Håverud
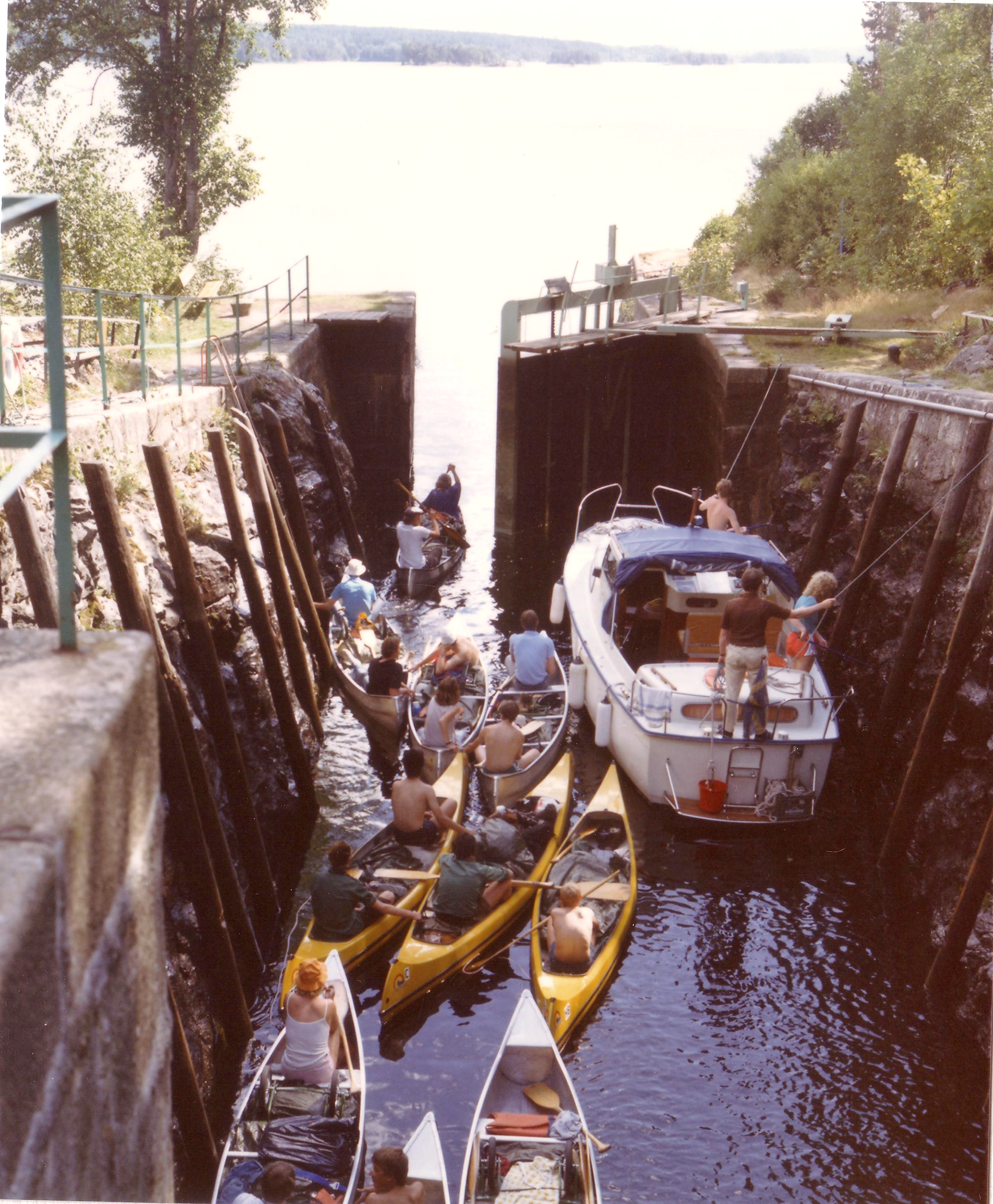
Comportas no lago Lelången